# Polylepis tarapacana
La keñua o queñoa de altura (Polylepis tarapacana)  es una especie de planta con flor de la familia de las rosáceas (Rosaceae).  La especie se distribuye a lo largo de la Cordillera Andina en el Altiplano de Perú, Chile, Bolivia y Argentina.

## Hábitat y Distribución
La especie se distribuye en un rango de altitud de entre 3900 y 4700 m s. n. m., algunos individuos aislados pueden llegar hasta 5200 m s. n. m. en el parque nacional Sajama. Es conocida mundialmente porque en su distribución la especie alcanza más altitud que cualquier otro árbol en el mundo.  
Habita principalmente cerros y laderas volcánicas rocosas.
En Bolivia, P. tarapacana forma bosques en el altiplano que incluye vegetación típica de la región árida como Festuca orthophylla, Parastrephia lepidophylla y Parastrephia quadrangularis. En bosques conservados, se encuentra comúnmente Mutisia lanigera. Los bosques se encuentran desde los 3900 hasta 4800 m s. n. m. a lo largo de la cordillera Occidental y el Altiplano de Bolivia en zonas áridas y frías. Desde la región oeste del departamento de La Paz hasta el sudeste del departamento de Potosí.

## Características Físicas
La especie incluye árboles (1 a 3,5 m de alto, hasta 8 m) y arbustos pequeños (0,5-1 m de alto). Siempre verde, tronco retorcido, posee una corteza café-rojiza la cual se desprende fácilmente en delgadas láminas. Hojas compuestas, congestionadas en las puntas de las ramas, alternas, glabras en el haz, tomentosas en el envés, imparapinadas con 3 foliolos (de 7 x 3 mm). Inflorescencia tipo racimo que sale entre las vainas estipulares, 1-2 flores. Flores perfectas, actinomorfas, pequeñas e incoloras de 0,4-0,8 cm de diámetro. Fruto aquenio cubierto por tricomas glandulares o lanosos, con 3 a 4 regiones con espinas. El fruto posee una semilla.
La especie puede formar híbridos con Polylepis tomentella tomentella.
Floración entre septiembre y diciembre. Fructificación entre septiembre hasta diciembre.

## Conservación
Los principales factores que amenazan a las poblaciones de la especie son la pérdida de hábitat., extracción de leña, quemas, cambio climático e infección por el hongo patógeno, Leptosphaeria polylepidis.
En algunas regiones, las poblaciones de P. tarapacana se encuentran bajo intensa explotación, especialmente por la sobre extracción de leña para ser utilizada como combustible y como fuente de carbón para las minas, especialmente minas de wolframio en la región norte de Chile. En otras regiones, particularmente a lo largo de la Coordillera Occidental de Bolivia, los bosques de P. tarapacana sufrieron de intensa explotación durante el siglo XIX hasta mediados del siglo XX. La madera extraída se quemaba para producir carbón vegetal, el cual era empleado en hornos de fundición de minas y locomotoras. Es así que en 1939, el presidente Germán Bush promulga la formación del parque nacional Sajama con la intención de proteger los bosques de P. tarapacana presentes alrededor del Nevado Sajama.
Los incendios son otro factor antrópico que afecta la estructura poblacional de los bosques de P. tarapacana. En el parque nacional Sajama, los incendios en los bosques se producen generalmente por la expansión accidental de incendios producidos en los pastizales para promover la regeneración de pastos anuales así como pequeñas fogatas utilizadas para espantar pumas.
En el parque nacional Sajama algunos individuos pueden llegar hasta 5.200 m s. n. m., el bosque es considerado como la formación vegetal leñosa más alta del mundo. En Chile se encuentra en 42.000 km²
Hay evidencia precolombina de su uso como combustible y para construcciones

## Nombres comunes
Keñua, queñoa de altura, queñoa del altiplano, queñoa de Tarapacá, queñoa, quiñua, keñue, kewiña, qiñwa

## Taxonomía
Polylepis tarapacana fue descrita por Rodolfo Amando Philippi y publicado en Anales del Museo Nacional de Chile. Segunda Sección --- Botánica 8: 21, en el año 1891.
Sinonimia
- Polylepis tarapacana var. brevifilamentosa Bitter
- Polylepis tarapacana var. multisquama Bitter
- Polylepis tarapacana var. pycnolopha Bitter
- Polylepis tarapacana var. sajamensis Bitter
- Polylepis tomentella subsp. dentatialata Bitter
- Polylepis tomentella subsp. pentaphylla Bitter
- Polylepis tomentella var. pilosior Bitter
- Polylepis tomentella subsp. tetragona Bitter
- (enlace roto disponible en Internet Archive; véase el historial, la primera versión y la última).[10]